# Jo Van Buggenhout
Jo Van Buggenhout (6 giugno 2003) è un cestista belga.

## Carriera

### Nazionale
Nel 2022 ha partecipato, con la nazionale Under-20 belga, agli Europei di categoria.